# Kościół św. Mikołaja w Otocznej
Kościół św. Mikołaja – rzymskokatolicki kościół parafialny mieszczący się dawniej we wsi Otoczna, w województwie wielkopolskim (gmina Września). Stał przy obecnym Zespole Szkół w Otocznej. Zniszczony podczas pożaru w 1938.

## Historia
Drewniana świątynia powstała około 1455 (1459). Składała się z korpusu, kruchty i niewysokiej wieży. Kościół spłonął w nocy z 1 na 2 listopada 1938. Wierni zaczęli uczęszczać wtedy do świątyni w Gozdowie.
Świątynię upamiętnia krzyż i figura maryjna ze stosowną tablicą na cokole.

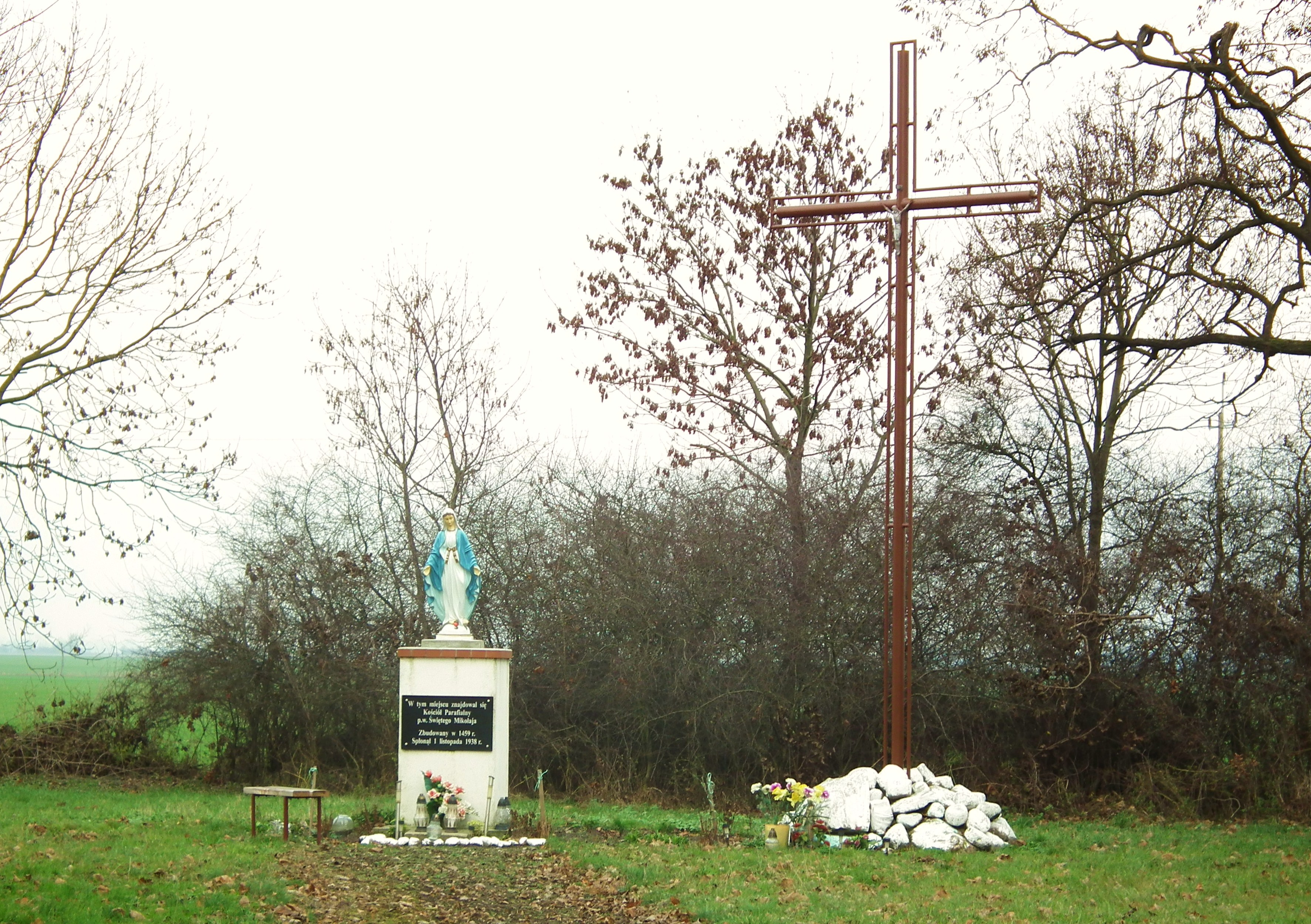
Teren pokościelny
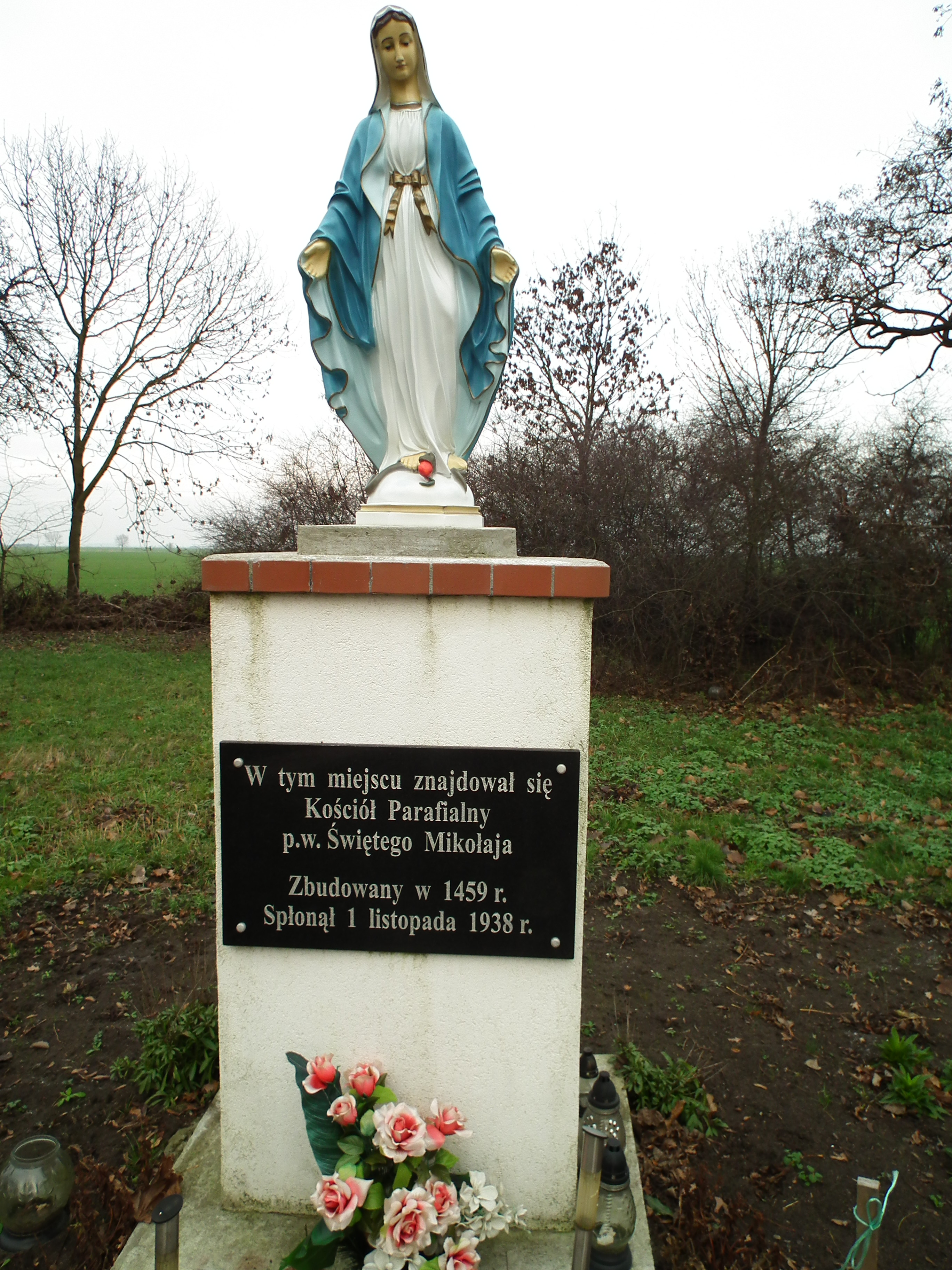
Tablica pamiątkowa